# Sándor Kocsis
Sándor Kocsis (pronuncia ˈʃaːndor ˈkot͡ʃiʃ; Budapest, 21 settembre 1929 – Barcellona, 22 luglio 1979) è stato un calciatore ungherese, di ruolo attaccante.
Considerato come uno dei più forti attaccanti della storia del calcio nonché come il miglior giocatore ungherese dopo Ferenc Puskás, occupa la 69ª posizione nella speciale classifica dei migliori calciatori del XX secolo pubblicata dalla rivista World Soccer e la 39ª posizione nell'omonima classifica stilata dall'IFFHS. Detiene inoltre il record di miglior media realizzativa in assoluto (2,2) fra coloro che hanno disputato tutte le partite di un Mondiale di calcio.
Dopo aver militato in alcuni club del suo Paese d'origine, tra cui il Ferencvárosi Club e l'Honvéd, in seguito alla rivoluzione ungherese del 1956 si trasferì per un anno in Svizzera vestendo la maglia del Young Fellows di Zurigo, per poi entrare a far parte del Barcellona. Nel corso della sua esperienza agonistica ha collezionato cinque campionati ungheresi, uno con il Ferencváros e quattro con l'Honvéd, per poi vincere con il Barcellona due campionati spagnoli, due Coppe di Spagna e una Coppa delle Fiere.
Con la nazionale ungherese ha fatto parte della cosiddetta Squadra d'oro, termine con il quale si era soliti indicare la Nazionale di calcio dell'Ungheria degli Anni Cinquanta allenata da Gusztáv Sebes e composta da altri celebri calciatori, tra i quali Ferenc Puskás, Gyula Grosics, Nándor Hidegkuti e Zoltán Czibor. Con essa si è laureato vicecampione del mondo nel 1954 e ha vinto una Coppa Internazionale nel 1948-1953 e le Olimpiadi nel 1952. Risulta inoltre il secondo miglior marcatore di tutti i tempi della nazionale ungherese con 75 reti segnate in 68 partite, dietro al solo Ferenc Puskás.

## Biografia
Dopo il ritiro, gli vennero diagnosticati la leucemia e un cancro allo stomaco. Il 22 luglio 1979, all'età di 49 anni, morì cadendo dal quarto piano di un ospedale di Barcellona, probabilmente suicida, sebbene resta l'ipotesi che possa essersi trattato di un incidente.

## Caratteristiche tecniche
Kocsis era particolarmente abile nel colpo di testa, suo marchio di fabbrica. Venne infatti soprannominato Golden Head (in italiano, "Testa d'oro") per la moltitudine di reti realizzate in questo modo.

## Carriera

### Club

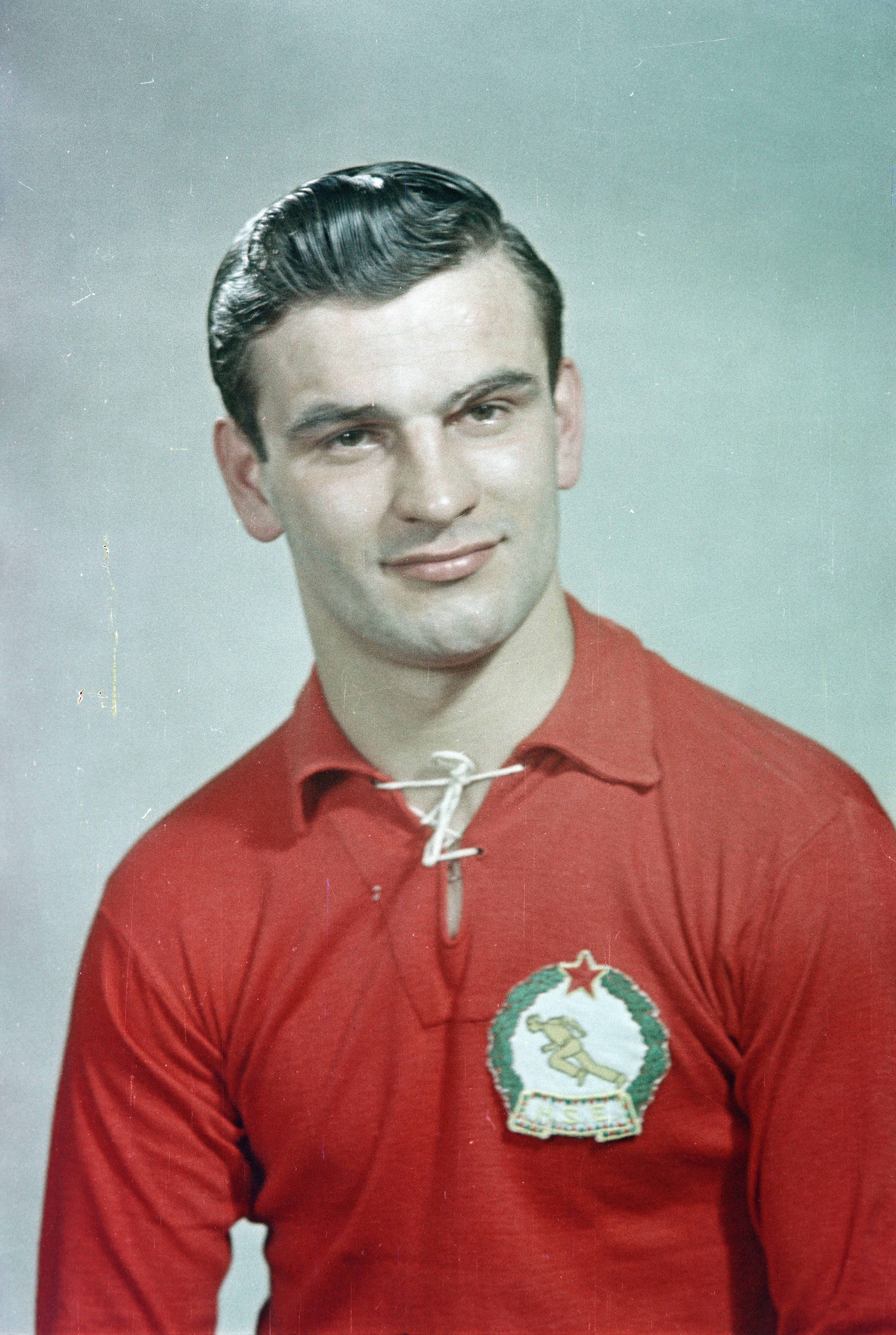
Kocsis con la maglia dell'Honved nel 1954

Kocsis fu la punta di diamante prima del Ferencváros e successivamente dell'Honvéd. Con quest'ultimo club, venne nominato per tre volte capocannoniere del campionato ungherese.
In seguito alla rivolta di Budapest del 1956 e alla dura repressione che ne seguì, decise di non rientrare in patria al pari di molti suoi compagni di squadra dell'Honvéd e di proseguire la carriera all'estero, giocando prima nel Young Fellows in Svizzera e poi nel Barcellona. Nel 1961 giocò inoltre un'amichevole per il Valencia, per poi concludere la carriera sempre nel club blaugrana nel 1965.

### Nazionale

#### Mondiale del 1954
L'Ungheria arrivò al campionato del mondo 1954 in Svizzera come una delle squadre favorite alla vittoria finale. Kocsis dimostra subito di essere in grandissima forma, mettendo a segno ben sette reti in sole due partite della fase a gironi, sconfiggendo prima la Corea del Sud 9-0 (tripletta) e poi la Germania Ovest 8-3 (quaterna). Giunta ai quarti di finale, l'Ungheria sconfigge anche il Brasile per 4-2 nella cosiddetta «battaglia di Berna» e Kocsis mette a segno altre due reti. In semifinale Kocsis realizza un'ulteriore doppietta contro i campioni del mondo in carica dell'Uruguay, contribuendo alla vittoria per 4-2 arrivata dopo i tempi supplementari. In finale l'Ungheria affronta così la Germania Ovest, già pesantemente sconfitta ai gironi. Tuttavia l'incontro non va come previsto, complice anche la partecipazione alla partita di un infortunato Puskas, e la Germania vince per 3-2 il suo primo titolo mondiale, infliggendo alla cosiddetta Squadra d'oro la sua prima sconfitta dal 1950. Con 11 reti realizzate, Kocsis si laurea inoltre capocannoniere del torneo.
In totale, con la nazionale ungherese, Kocsis realizzò 75 gol in 68 partite.

## Statistiche
Tra club e nazionale maggiore, Kocsis ha giocato 470 partite segnando 448 reti, alla media di 0,95 gol a partita.

### Presenze e reti nei club
| Stagione           | Squadra            | Campionato         | Campionato | Campionato | Coppe nazionali | Coppe nazionali | Coppe nazionali | Coppe continentali | Coppe continentali | Coppe continentali | Altre coppe | Altre coppe | Altre coppe | Totale | Totale |
| Stagione           | Squadra            | Comp               | Pres       | Reti       | Comp            | Pres            | Reti            | Comp               | Pres               | Reti               | Comp        | Pres        | Reti        | Pres   | Reti   |
| ------------------ | ------------------ | ------------------ | ---------- | ---------- | --------------- | --------------- | --------------- | ------------------ | ------------------ | ------------------ | ----------- | ----------- | ----------- | ------ | ------ |
| 1945-1946          | Kőbányai           | NBI                | 5          | 0          | -               | -               | -               | -                  | -                  | -                  | -           | -           | -           | 5      | 0      |
| 1946-1947          | Ferencváros        | NBI                | 3          | 2          | -               | -               | -               | -                  | -                  | -                  | -           | -           | -           | 3      | 2      |
| 1947-1948          | Ferencváros        | NBI                | 21         | 5          | -               | -               | -               | -                  | -                  | -                  | -           | -           | -           | 21     | 5      |
| 1948-1949          | Ferencváros        | NBI                | 30         | 33         | -               | -               | -               | -                  | -                  | -                  | -           | -           | -           | 30     | 33     |
| 1949-1950          | Ferencváros        | NBI                | 30         | 30         | -               | -               | -               | -                  | -                  | -                  | -           | -           | -           | 30     | 30     |
| Totale Ferencváros | Totale Ferencváros | Totale Ferencváros | 84         | 70         |                 |                 |                 |                    |                    |                    |             | -           | -           | 84     | 70     |
| 1950               | Honvéd             | NBI                | 15         | 24         | -               | -               | -               | -                  | -                  | -                  | -           | -           | -           | 15     | 24     |
| 1951               | Honvéd             | NBI                | 26         | 30         | MK              | 1               | 3               | -                  | -                  | -                  | -           | -           | -           | 27     | 33     |
| 1952               | Honvéd             | NBI                | 26         | 36         | MK              | 3               | 13              | -                  | -                  | -                  | -           | -           | -           | 29     | 49     |
| 1953               | Honvéd             | NBI                | 25         | 24         | -               | -               | -               | -                  | -                  | -                  | -           | -           | -           | 25     | 24     |
| 1954               | Honvéd             | NBI                | 26         | 33         | MK              | 5               | 13              | -                  | -                  | -                  | -           | -           | -           | 31     | 46     |
| 1955               | Honvéd             | NBI                | 21         | 17         | MK              | 1               | 3               | CM                 | 4                  | 4                  | -           | -           | -           | 26     | 24     |
| 1956               | Honvéd             | NBI                | 21         | 13         | -               | -               | -               | CC                 | 2                  | 1                  | -           | -           | -           | 23     | 14     |
| Totale Honvéd      | Totale Honvéd      | Totale Honvéd      | 160        | 177        |                 | 10              | 32              |                    | 6                  | 5                  |             |             |             | 176    | 214    |
| 1957-1958          | Young Fellows      | LNA                | 11         | 7          | -               | -               | -               | -                  | -                  | -                  | -           | -           | -           | 11     | 7      |
| 1958-1959          | Barcellona         | PD                 | 4          | 4          | CG              | 6               | 11              | Cdf                | 0                  | 0                  | -           | -           | -           | 10     | 15     |
| 1959-1960          | Barcellona         | PD                 | 9          | 3          | CG              | 0               | 0               | CC+Cdf             | 3+1                | 5+0                | -           | -           | -           | 13     | 8      |
| 1960-1961          | Barcellona         | PD                 | 10         | 4          | CG              | 1               | 1               | CC+CdF             | 7+2                | 2+4                | -           | -           | -           | 20     | 11     |
| 1961-1962          | Barcellona         | PD                 | 20         | 17         | CG              | 2               | 0               | CdF                | 8                  | 6                  | -           | -           | -           | 30     | 23     |
| 1962-1963          | Barcellona         | PD                 | 9          | 2          | CG              | 7               | 3               | CdF                | 1                  | 1                  | -           | -           | -           | 17     | 6      |
| 1963-1964          | Barcellona         | PD                 | 19         | 12         | CG              | 6               | 4               | CdC                | 4                  | 3                  | -           | -           | -           | 29     | 19     |
| 1964-1965          | Barcellona         | PD                 | 4          | 0          | CG              | 0               | 0               | CdF                | 3                  | 0                  | -           | -           | -           | 7      | 0      |
| Totale Barcellona  | Totale Barcellona  | Totale Barcellona  | 75         | 42         |                 | 22              | 19              |                    | 29                 | 21                 |             |             |             | 126    | 82     |
| Totale carriera    | Totale carriera    | Totale carriera    | 335        | 296        |                 | 32              | 51              |                    | 35                 | 26                 |             |             |             | 402    | 373    |

### Cronologia presenze e reti in nazionale
| Cronologia completa delle presenze e delle reti in nazionale ― Ungheria | Cronologia completa delle presenze e delle reti in nazionale ― Ungheria | Cronologia completa delle presenze e delle reti in nazionale ― Ungheria | Cronologia completa delle presenze e delle reti in nazionale ― Ungheria | Cronologia completa delle presenze e delle reti in nazionale ― Ungheria | Cronologia completa delle presenze e delle reti in nazionale ― Ungheria | Cronologia completa delle presenze e delle reti in nazionale ― Ungheria | Cronologia completa delle presenze e delle reti in nazionale ― Ungheria |
| Data                                                                    | Città                                                                   | In casa | Risultato                                                               | Ospiti                                                                  | Competizione                                                            | Reti                                                                    | Note                                                                    |
| ----------------------------------------------------------------------- | ----------------------------------------------------------------------- | --- | ----------------------------------------------------------------------- | ----------------------------------------------------------------------- | ----------------------------------------------------------------------- | ----------------------------------------------------------------------- | ----------------------------------------------------------------------- |
| 06/06/1948                                                              | Budapest                                                                | Ungheria | 9 – 0                                                                   | Romania                                                                 | Coppa dei Balcani                                                       | 2                                                                       |                                                                         |
| 02/05/1949                                                              | Budapest                                                                | Ungheria | 6 – 1                                                                   | Austria                                                                 | Coppa Internazionale                                                    | 1                                                                       |                                                                         |
| 12/06/1949                                                              | Budapest                                                                | Ungheria | 1 – 1                                                                   | Italia                                                                  | Coppa Internazionale                                                    | -                                                                       |                                                                         |
| 16/10/1949                                                              | Vienna                                                                  | Austria | 3 – 4                                                                   | Ungheria                                                                | Amichevole                                                              | 1                                                                       |                                                                         |
| 30/10/1949                                                              | Budapest                                                                | Ungheria | 5 – 0                                                                   | Bulgaria                                                                | Amichevole                                                              | -                                                                       |                                                                         |
| 20/11/1949                                                              | Budapest                                                                | Ungheria | 5 – 0                                                                   | Svezia                                                                  | Amichevole                                                              | 3                                                                       |                                                                         |
| 30/04/1950                                                              | Budapest                                                                | Ungheria | 5 – 0                                                                   | Cecoslovacchia                                                          | Amichevole                                                              | 2                                                                       |                                                                         |
| 15/05/1950                                                              | Vienna                                                                  | Austria | 5 – 3                                                                   | Ungheria                                                                | Amichevole                                                              | 1                                                                       |                                                                         |
| 04/06/1950                                                              | Varsavia                                                                | Polonia | 2 – 5                                                                   | Ungheria                                                                | Amichevole                                                              | -                                                                       |                                                                         |
| 24/09/1950                                                              | Budapest                                                                | Ungheria | 12 – 0                                                                  | Albania                                                                 | Amichevole                                                              | 2                                                                       |                                                                         |
| 29/10/1950                                                              | Budapest                                                                | Ungheria | 4 – 3                                                                   | Austria                                                                 | Amichevole                                                              | -                                                                       |                                                                         |
| 12/11/1950                                                              | Sofia                                                                   | Bulgaria | 1 – 1                                                                   | Ungheria                                                                | Amichevole                                                              | -                                                                       |                                                                         |
| 27/05/1951                                                              | Budapest                                                                | Ungheria | 6 – 0                                                                   | Polonia                                                                 | Amichevole                                                              | 2                                                                       |                                                                         |
| 14/10/1951                                                              | Ostrava                                                                 | Cecoslovacchia | 1 – 2                                                                   | Ungheria                                                                | Amichevole                                                              | 2                                                                       |                                                                         |
| 18/11/1951                                                              | Budapest                                                                | Ungheria | 8 – 0                                                                   | Finlandia                                                               | Amichevole                                                              | 2                                                                       |                                                                         |
| 18/05/1952                                                              | Budapest                                                                | Ungheria | 5 – 0                                                                   | Germania Est                                                            | Amichevole                                                              | 1                                                                       |                                                                         |
| 24/05/1952                                                              | Mosca                                                                   | [[Nazionale maschile di calcio dell' Unione Sovietica\| Unione Sovietica]] [[File: Flag of the Soviet Union (1936 – 1955).svg\|class=noviewer\| Unione Sovietica (bandiera)\|border\|20x16px]] | 1 – 1                                                                   | Ungheria                                                                | Amichevole                                                              | -                                                                       |                                                                         |
| 27/05/1952                                                              | Mosca                                                                   | [[Nazionale maschile di calcio dell' Unione Sovietica\| Unione Sovietica]] [[File: Flag of the Soviet Union (1936 – 1955).svg\|class=noviewer\| Unione Sovietica (bandiera)\|border\|20x16px]] | 2 – 1                                                                   | Ungheria                                                                | Amichevole                                                              | -                                                                       |                                                                         |
| 15/06/1952                                                              | Varsavia                                                                | Polonia | 1 – 5                                                                   | Ungheria                                                                | Amichevole                                                              | 2                                                                       |                                                                         |
| 22/06/1952                                                              | Helsinki                                                                | Finlandia | 1 – 6                                                                   | Ungheria                                                                | Amichevole                                                              | 3                                                                       |                                                                         |
| 15/07/1952                                                              | Turku                                                                   | Ungheria | 2 – 1                                                                   | Romania                                                                 | Olimpiadi 1952 - Qualificazione                                         | 1                                                                       |                                                                         |
| 21/07/1952                                                              | Helsinki                                                                | Ungheria | 3 – 0                                                                   | Italia                                                                  | Olimpiadi 1952 - Ottavi di finale                                       | 1                                                                       |                                                                         |
| 24/07/1952                                                              | Helsinki                                                                | Ungheria | 7 – 1                                                                   | Turchia                                                                 | Olimpiadi 1952 - Quarti di finale                                       | 2                                                                       |                                                                         |
| 28/07/1952                                                              | Helsinki                                                                | Ungheria | 6 – 0                                                                   | Svezia                                                                  | Olimpiadi 1952 - Semifinale                                             | 2                                                                       |                                                                         |
| 02/08/1952                                                              | Helsinki                                                                | Ungheria | 2 – 0                                                                   | Jugoslavia                                                              | Olimpiadi 1952 - Finale                                                 | -                                                                       | Medaglia d'oro                                                          |
| 20/09/1952                                                              | Berna                                                                   | Svizzera | 2 – 4                                                                   | Ungheria                                                                | Coppa Internazionale                                                    | 1                                                                       |                                                                         |
| 19/10/1952                                                              | Budapest                                                                | Ungheria | 5 – 0                                                                   | Cecoslovacchia                                                          | Amichevole                                                              | 3                                                                       |                                                                         |
| 26/04/1953                                                              | Budapest                                                                | Ungheria | 1 – 1                                                                   | Austria                                                                 | Amichevole                                                              | -                                                                       |                                                                         |
| 17/05/1953                                                              | Roma                                                                    | Italia | 0 – 3                                                                   | Ungheria                                                                | Coppa Internazionale                                                    | -                                                                       |                                                                         |
| 5/07/1953                                                               | Stoccolma                                                               | Svezia | 2 – 4                                                                   | Ungheria                                                                | Amichevole                                                              | 1                                                                       |                                                                         |
| 15/11/1953                                                              | Budapest                                                                | Ungheria | 2 – 2                                                                   | Svezia                                                                  | Amichevole                                                              | -                                                                       |                                                                         |
| 25/11/1953                                                              | Londra                                                                  | Inghilterra | 3 – 6                                                                   | Ungheria                                                                | Amichevole                                                              | -                                                                       |                                                                         |
| 12/02/1954                                                              | Il Cairo                                                                | Egitto | 0 – 3                                                                   | Ungheria                                                                | Amichevole                                                              | -                                                                       |                                                                         |
| 11/04/1954                                                              | Vienna                                                                  | Austria | 0 – 1                                                                   | Ungheria                                                                | Amichevole                                                              | -                                                                       |                                                                         |
| 23/05/1954                                                              | Budapest                                                                | Ungheria | 7 – 1                                                                   | Inghilterra                                                             | Amichevole                                                              | 2                                                                       |                                                                         |
| 17/06/1954                                                              | Zurigo                                                                  | Ungheria | 9 – 0                                                                   | Corea del Sud                                                           | Mondiali 1954 - 1º turno                                                | 3                                                                       |                                                                         |
| 20/06/1954                                                              | Basilea                                                                 | Ungheria | 8 – 3                                                                   | Germania                                                                | Mondiali 1954 - 1º turno                                                | 4                                                                       |                                                                         |
| 27/06/1954                                                              | Berna                                                                   | Ungheria | 4 – 2                                                                   | Brasile                                                                 | Mondiali 1954 - Quarti di finale                                        | 2                                                                       |                                                                         |
| 30/06/1954                                                              | Losanna                                                                 | Ungheria | 4 – 2                                                                   | Uruguay                                                                 | Mondiali 1954 - Semifinale                                              | 2                                                                       |                                                                         |
| 4/07/1954                                                               | Berna                                                                   | Germania | 3 – 2                                                                   | Ungheria                                                                | Mondiali 1954 - Finale                                                  | -                                                                       |                                                                         |
| 19/09/1954                                                              | Budapest                                                                | Ungheria | 5 – 1                                                                   | Romania                                                                 | Amichevole                                                              | 2                                                                       |                                                                         |
| 26/09/1954                                                              | Mosca                                                                   | Unione Sovietica | 1 – 1                                                                   | Ungheria                                                                | Amichevole                                                              | 1                                                                       |                                                                         |
| 10/10/1954                                                              | Budapest                                                                | Ungheria | 3 – 0                                                                   | Svizzera                                                                | Amichevole                                                              | 2                                                                       |                                                                         |
| 24/10/1954                                                              | Budapest                                                                | Ungheria | 4 – 1                                                                   | Cecoslovacchia                                                          | Amichevole                                                              | 3                                                                       |                                                                         |
| 14/11/1954                                                              | Budapest                                                                | Ungheria | 4 – 1                                                                   | Austria                                                                 | Amichevole                                                              | 1                                                                       |                                                                         |
| 8/12/1954                                                               | Glasgow                                                                 | Scozia | 2 – 4                                                                   | Ungheria                                                                | Amichevole                                                              | 1                                                                       |                                                                         |
| 24/04/1955                                                              | Vienna                                                                  | Austria | 2 – 2                                                                   | Ungheria                                                                | Coppa Internazionale                                                    | -                                                                       |                                                                         |
| 8/05/1955                                                               | Oslo                                                                    | Norvegia | 0 – 5                                                                   | Ungheria                                                                | Amichevole                                                              | 1                                                                       |                                                                         |
| 11/05/1955                                                              | Stoccolma                                                               | Svezia | 3 – 7                                                                   | Ungheria                                                                | Amichevole                                                              | 3                                                                       |                                                                         |
| 15/05/1955                                                              | Copenaghen                                                              | Danimarca | 0 – 6                                                                   | Ungheria                                                                | Amichevole                                                              | 2                                                                       |                                                                         |
| 19/05/1955                                                              | Helsinki                                                                | Finlandia | 1 – 9                                                                   | Ungheria                                                                | Amichevole                                                              | -                                                                       |                                                                         |
| 29/05/1955                                                              | Budapest                                                                | Ungheria | 3 – 1                                                                   | Scozia                                                                  | Amichevole                                                              | 1                                                                       |                                                                         |
| 17/09/1955                                                              | Losanna                                                                 | Svizzera | 4 – 5                                                                   | Ungheria                                                                | Coppa Internazionale                                                    | 1                                                                       |                                                                         |
| 25/09/1955                                                              | Budapest                                                                | Ungheria | 1 – 1                                                                   | Unione Sovietica                                                        | Amichevole                                                              | -                                                                       |                                                                         |
| 2/10/1955                                                               | Praga                                                                   | Cecoslovacchia | 1 – 3                                                                   | Ungheria                                                                | Coppa Internazionale                                                    | 1                                                                       |                                                                         |
| 16/10/1955                                                              | Budapest                                                                | Ungheria | 6 – 1                                                                   | Austria                                                                 | Coppa Internazionale                                                    | 1                                                                       |                                                                         |
| 13/11/1955                                                              | Budapest                                                                | Ungheria | 4 – 2                                                                   | Svezia                                                                  | Amichevole                                                              | -                                                                       |                                                                         |
| 27/11/1955                                                              | Budapest                                                                | Ungheria | 2 – 0                                                                   | Italia                                                                  | Coppa Internazionale                                                    | -                                                                       |                                                                         |
| 29/04/1956                                                              | Budapest                                                                | Ungheria | 2 – 2                                                                   | Jugoslavia                                                              | Coppa Internazionale                                                    | -                                                                       |                                                                         |
| 20/05/1956                                                              | Budapest                                                                | Ungheria | 4 – 2                                                                   | Cecoslovacchia                                                          | Coppa Internazionale                                                    | -                                                                       |                                                                         |
| 3/06/1956                                                               | Bruxelles                                                               | Belgio | 5 – 4                                                                   | Ungheria                                                                | Amichevole                                                              | 2                                                                       |                                                                         |
| 9/06/1956                                                               | Lisbona                                                                 | Portogallo | 2 – 2                                                                   | Ungheria                                                                | Amichevole                                                              | 1                                                                       |                                                                         |
| 15/07/1956                                                              | Budapest                                                                | Ungheria | 4 – 1                                                                   | Polonia                                                                 | Amichevole                                                              | 2                                                                       |                                                                         |
| 16/09/1956                                                              | Belgrado                                                                | Jugoslavia | 1 – 3                                                                   | Ungheria                                                                | Coppa Internazionale                                                    | 1                                                                       |                                                                         |
| 23/09/1956                                                              | Mosca                                                                   | Unione Sovietica | 0 – 1                                                                   | Ungheria                                                                | Amichevole                                                              | -                                                                       |                                                                         |
| 7/10/1956                                                               | Parigi                                                                  | Francia | 1 – 2                                                                   | Ungheria                                                                | Amichevole                                                              | 1                                                                       |                                                                         |
| 14/10/1956                                                              | Vienna                                                                  | Austria | 0 – 2                                                                   | Ungheria                                                                | Amichevole                                                              | -                                                                       |                                                                         |
| Totale                                                                  |                                                                         | Presenze (12º posto) | 68                                                                      |                                                                         | Reti (2º posto)                                                         | 75                                                                      |                                                                         |

## Palmarès

### Giocatore

#### Club

##### Competizioni nazionali
- Campionato ungherese: 5

Ferencváros: 1948-1949
Honvéd: 1950, 1952, 1954, 1955
- Campionato spagnolo: 2

Barcellona: 1958-1959, 1959–1960
- Coppa di Spagna: 2

Barcellona: 1958-1959, 1962-1963

##### Competizioni internazionali
- Coppa delle Fiere: 1

Barcellona: 1958-1960

#### Nazionale
- Oro olimpico: 1

1952
- Coppa Internazionale: 1

1948-1953

#### Individuale
- Capocannoniere del campionato ungherese: 3

1951 (30 gol), 1952 (36 gol), 1954 (33 gol)
- Capocannoniere del Campionato del mondo: 1

Svizzera 1954 (11 gol)
- Capocannoniere della Coppa del Re: 1

1958-1959 (11 gol)
- Candidato al Dream Team del Pallone d'oro (2020)